# Guido de Lusinhão, Conde de Angolema
Guido de Lusinhão, Guy de La Marche ou Guido de Angolema ou Guido I de Lusinhão (c. 1260/1265, Angolema - 24 de Setembro/28 de Novembro de 1308), Senhor de Couhe e de Peyrat (c. 1282), sucedeu ao seu irmão Hugo XIII como Senhor de Lusinhão, Conde de La Marche e Conde de Angolema, a 1 de Novembro de 1303.
Nunca casou e não teve filhos, terminando a linha masculina da Casa de Lusinhão. Sucedeu-lhe a sua irmã Iolanda de Lusinhão, excepto em Angolema, vendido à Coroa da França após a sua morte pelas suas irmãs Joana e Isabel.